# 猛虎民兵
猛虎民兵（英語：Tigers Militia，阿拉伯语：‎），黎巴嫩自由国民党屬下的軍事組織，由前總統卡密拉·夏蒙於1968年10月在其家鄉薩迪亞特（Es-Sa'adiyat）建立。最初只有500人，及後增至3,500-4,000人。它不單只在黎巴嫩內戰之前獲黎巴嫩軍隊的資助，自1973年開始亦得到來自美國、伊朗、約旦及埃及的資金，以及在1976至77年間得到以色列及敘利亞的贊助